# Loren Toews
Loren James Toews (Dinuba, 3 novembre 1951) è un ex giocatore di football americano statunitense che ha militato nel ruolo di linebacker nella National Football League (NFL).

## Carriera
Toews fu scelto nel corso dell'ottavo giro (162º assoluto) del Draft NFL 1973 dai Pittsburgh Steelers, con cui giocò per tutta la carriera, vincendo quattro Super Bowl. Partì come titolare nel Super Bowl XIII e nel Super Bowl XIV, mentre nel Super Bowl IX sostituì l'infortunato Andy Russell per la maggior parte del secondo tempo. Mentre giocava per gli Steelers, Toews frequentò l'Università di Pittsburgh dove ottenne un master in business administration.

## Palmarès

### Franchigia
- Super Bowl : 4

Pittsburgh Steelers: IX, X, XIII, XIV
- American Football Conference Championship: 4

Pittsburgh Steelers: 1974, 1975, 1978, 1979